# Cotta
株式会社cotta（コッタ、英: cotta CO.,LTD）は、製菓・製パン材料のECサイト「cotta」を運営する会社である。
大分県津久見市で創業し、祖業は個人事業主（いわゆる町のケーキ屋）や法人向けに業務用の包装資材、鮮度保持剤などの通信販売を行う会社であったが、2006年から開始したインターネットでの個人向け販売が主力事業となっている。
2020年3月1日に株式会社タイセイから商号を変更した。

## 概要
登録会員数120万人、月間アクセス数3500万PVのECサイトcottaをはじめ、株式会社プティパ、株式会社TUKURU、株式会社ヒラカワ、周陽商事株式会社などの子会社を持ち、2020年9月期決算で22期連続増収を達成した。現在の売り上げは個人向けBtoC事業が61％、BtoB事業が39％とであり、製菓・製パン道具やキッチン雑貨のPB化等に注力している。また、自社サイト「cotta（コッタ）」では、食材、型や道具、ラッピングの販売はもちろん、ハロウィン、クリスマス、バレンタイン、ホワイトデー、七夕、誕生日などのお菓子・パン作りイベントが盛り上がるレシピ、日々のおやつのレシピ、読み物コンテンツ、オンラインレッスンや資格などを豊富に取り揃えている。
2020年からは、創業者で現会長の長女である黒須綾希子が代表取締役社長を務めている。

## 沿革
- 1998年（平成10年）12月 - 大分県津久見市地蔵町において鮮度保持剤の通信販売を目的として株式会社タイセイを設立[6][7]
- 1999年（平成11年）5月 - 鮮度保持剤通販を開始
- 2000年（平成12年）5月 - 菓子資材の袋・シール・容器等の販売を開始
- 2003年（平成15年）10月 - 和菓子資材に参入
- 2004年（平成16年）
  - 1月 - パン・ベーカリー資材に参入
  - 9月 - 業務拡張に伴い大分県津久見市上青江において新社屋及び商品センターを建設
  - 10月 - 和・洋菓子を網羅した総合カタログを発刊し商品郡を3000アイテムに充実
- 2005年（平成17年）
  - 2月16日 - 福岡証券取引所Q-Board市場へ株式上場
  - 2月 - 楽天市場に「菓子・パン資材通販」出店
  - 3月 - Yahoo!ショッピングに「おべんと資材通販」出店
  - 10月 - 楽天市場に「パッケージマスター」出店
- 2006年（平成18年）
  - 9月 - 個人向け食材ECサイト「cotta（コッタ）」開設
  - 12月 - Yahoo!ショッピングに「cotta・コッタ Yahoo!支店」開店
- 2007年（平成19年）10月 - ビッダーズ内にショッピングサイト「cotta（コッタ）」開設
- 2009年（平成21年）
  - 1月 - 業務拡張に伴い、第3倉庫を増設
  - 2月 - 和・洋菓子だけでなく、文具・雑貨・店舗用品・文具・厨房用品などを網羅した総合カタログを発刊し、取り扱いアイテムを15,000アイテムに増強
- 2013年（平成25年）9月17日 - 東京証券取引所マザーズ市場へ株式上場（重複上場）
- 2014年（平成26年）1月6日 - ショッピングサイト「cotta（コッタ）」の運営を行う株式会社TUKURUを設立
- 2015年（平成27年）1月 - 周陽商事株式会社を連結子会社化
- 2016年（平成28年）8月 - 株式会社ヒラカワを連結子会社化
- 2020年（令和2年）
  - 1月 - 取締役の黒須綾希子が代表取締役社長に、代表取締役社長の佐藤成一が代表取締役会長に就任
  - 3月1日 - 現商号に変更[8]
- 2022年（令和4年）5月 - 不二製油株式会社と資本業務提携[9]

## その他
2010年（平成22年）12月、株式会社プティパの設立にあたり、株式会社私の台所から、内部資料を用いての営業行為の禁止と損害賠償を求め、提訴される。2012年（平成24年）1月31日付けの宮崎地方裁判所の調停に代わる決定が2月16日に確定したことにより終結。

## 関連会社
- 株式会社つく実や - 大分県津久見市に4店舗を経営。菓子「柑の香」の製造販売、卸売。
  - 2011年4月1日、第三者割当増資を引き受け子会社化。2020年8月12日の株主総会にて解散を決議。同年10月28日、大分地裁より特別清算開始を命じられる
- 株式会社TUKURU - マーケティング戦略の策定、イベント企画、広報活動を行う。東京に拠点を置く。
- 株式会社プティパ - 原料の調達から、小分けの受託など食材加工製造販売
- 周陽商事株式会社 - 製菓・製パン材料卸売業
- 株式会社ヒラカワ - 商品とサービスの企画・開発[6]